# 電動スクーター

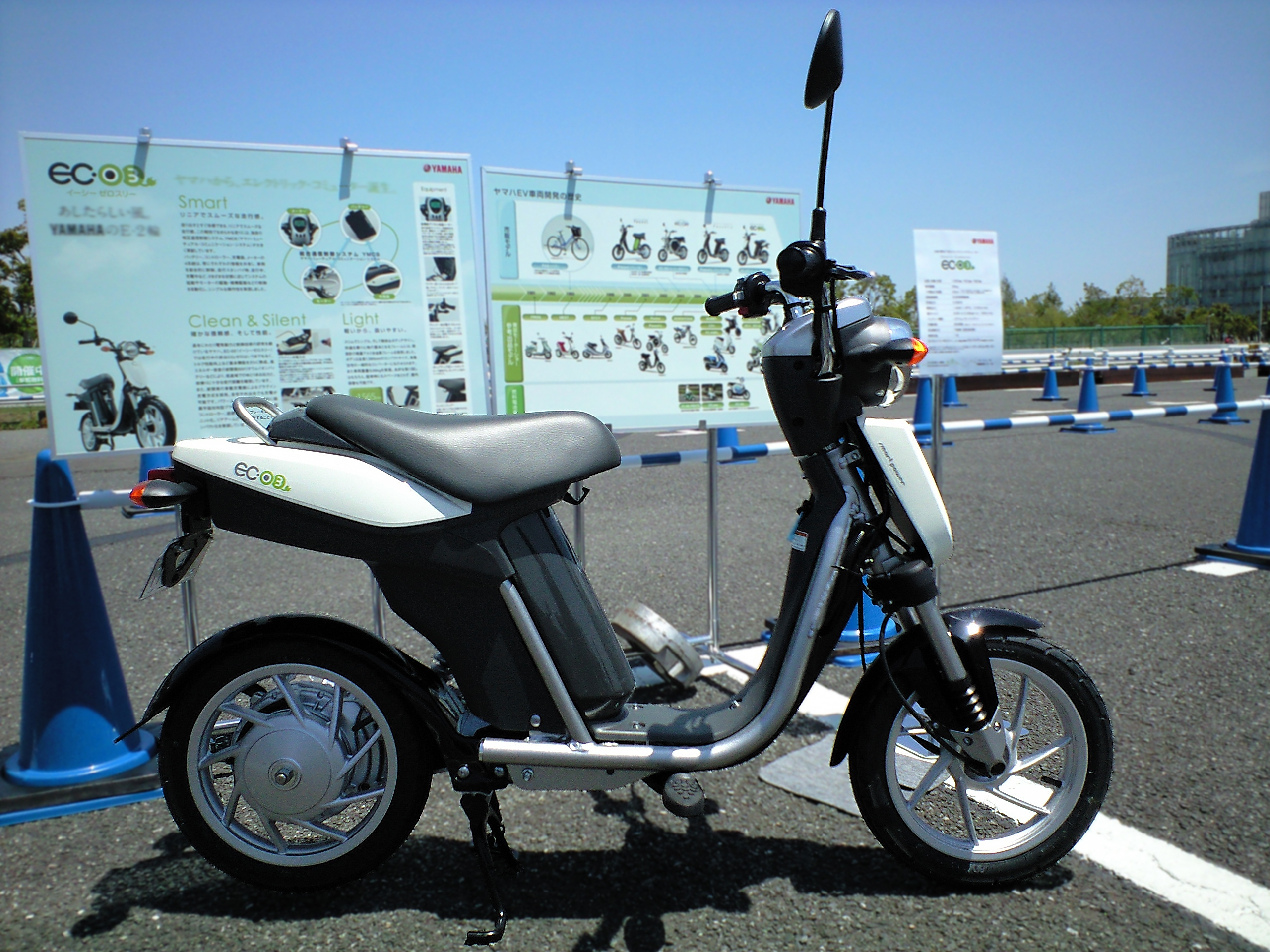
ヤマハ・EC-03

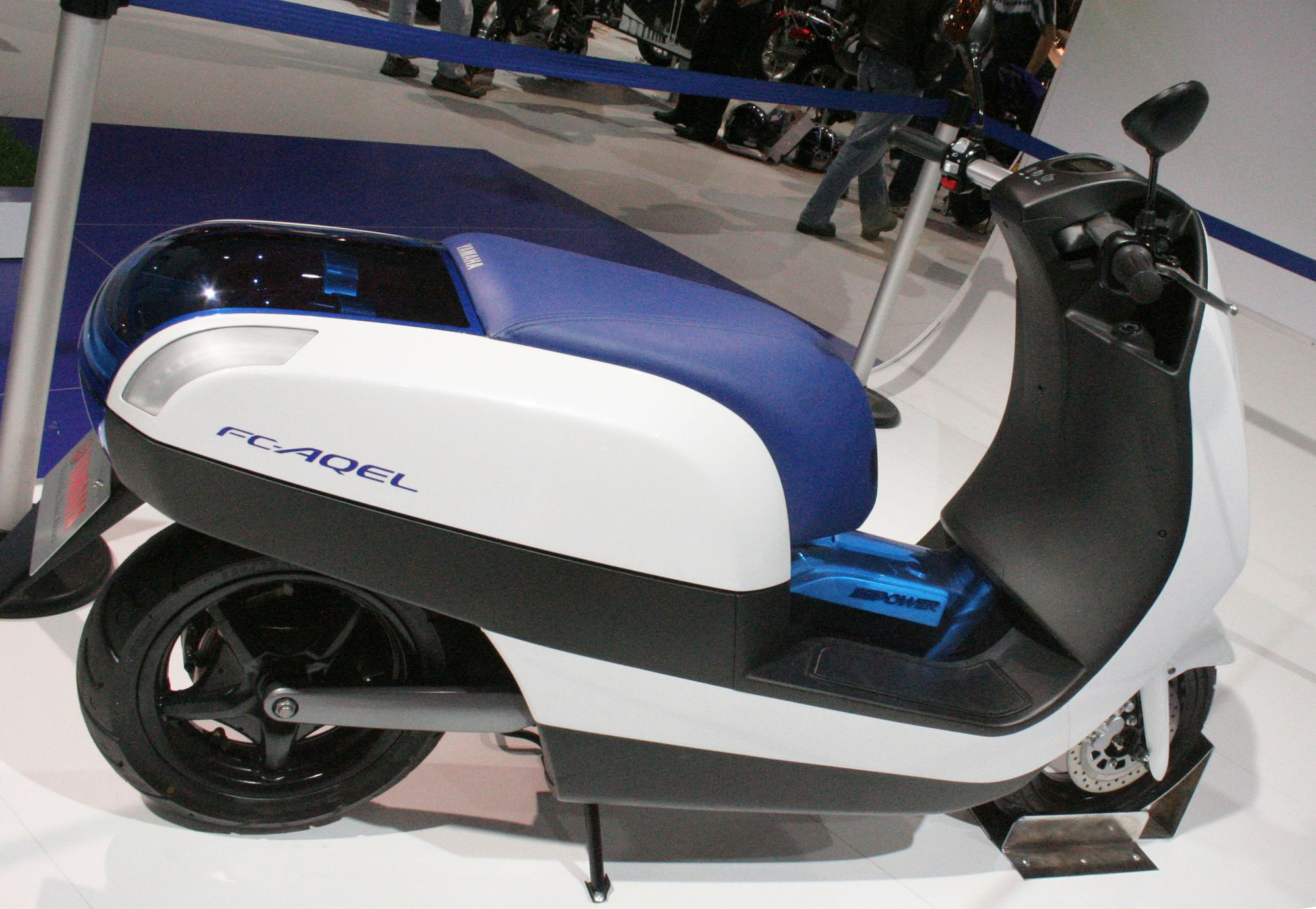
水素燃料電池を搭載した試作車、ヤマハ・FC-AQEL

電動スクーター（でんどうスクーター）とは、スクーター型オートバイタイプの電気自動車である。

## 概要
電動スクーターは電気モーターを動力源とするスクーター型オートバイであり、車体に搭載された二次電池（蓄電池）に外部から電力供給を受け充電し走行するものが一般的である。水素やメタノールを用いた燃料電池自動車も開発されている。
基本的にガソリンエンジン車に対する長所・短所といった特徴は四輪の電気自動車とほぼ共通である。しかし原付は元々車体価格が安く燃費も良いため、EV化すると車両価格や充電時間、航続距離の問題が目立ってくる。
20世紀初頭や1970年代のオイルショックの時にも開発されたが性能が低く、高価だったので普及には至らなかった。パワーエレクトロニクスの発達により回生ブレーキやブラシレスモータが採用されるようになり1990年代に一部のメーカーから市販されたが高価で一部での使用に留まった。
2000年代からガソリン価格の高騰によりガソリンエンジンの代替として注目された。モーターは騒音が少なく排気ガスを排出しないため都市環境への負荷が小さく、低回転から最大トルクを発生する出力特性により変速機を必要としないため、駆動伝達部品を簡略化できる。
エネルギー源の電力は、現在は走行距離あたりのコストがガソリンのおよそ10%と安く、水力発電や原子力発電、風力発電など、化石燃料よりも資源的な制約が少なく多様なエネルギーを活用できる。一般的な住宅設備で充電できる製品は、利用状況によっては燃料補給のためにガソリンスタンドへ行く必要がないことも利点となる。
現在は加速性など一部の走行性能はガソリンエンジン車と比較しても遜色ないものが販売されているが、一種原付登録で最高出力3kW前後のエンジンを搭載するガソリンエンジン車とくらべると、電動機の出力が定格出力0.6kW(最高出力で1.5kW程度)に留まるため登坂性能や最高速度など多くの点で劣る。航続距離は小型のもので40km前後、大型のもので70km前後(ただし近年では航続距離が200kmの車種も登場している)とガソリンエンジン車よりも短く、急速充電に対応した充電設備の充実が普及の課題となっている。

## 普及と制度

### 日本
道路交通法では定格出力0.6kWまでを原動機付自転車、0.6kW超1kW以下のものは小型自動二輪車、1kW超20kW以下のものは普通自動二輪車、20kW超のものは大型自動二輪車と規定され、それらに対応できる運転免許が必要である。道路運送車両法では0.6kW以下を第一種原動機付自転車、1kW以下を第二種原動機付自転車としている。1kWを超える車両については二輪の軽自動車として扱われている。
いずれにしてもエンジンによるオートバイと同様に、道路運送車両の保安基準を満たすこと（整備不良違反）、自賠責保険への加入、ヘルメットの着用などが義務つけられる。
テレビ東京の旅バラエティ番組「出川哲朗の充電させてもらえませんか?」で用いられている。
- 1993年 - ヤマテ・ES600
- 1994年 - ホンダ・CUV ES[8]

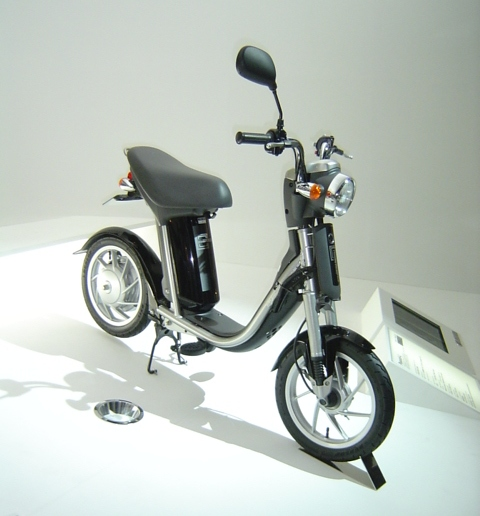
ヤマハ・パッソル-L

- 2003年 - ヤマハ・パッソル（Passol）[9]
- 2005年 - ヤマハ・EC-02[10]、ヤマハ・Passol-L（パッソル-L）[11]
- 2009年 - プロッツァ（プロスタッフ）・ミレットシリーズ[12]／デルスター[13]／EV-R55
- 2010年 - ヤマハ・EC-03[14]、ホンダ・EV-neo[15]、テラモーターズ・SEEDシリーズ／TASSOシリーズ
- 2011年 - テラモーターズ・BIZMO
- 2012年
  - 1月 - スズキ・e-Let's[16]
  - 5月 - プロッツァ（プロスタッフ）・ミレットLiシリーズ[17]
- 2013年 - テラモーターズ・A4000i[18]
- 2014年 - テラモーターズ・BIZMO II[19]
- 2015年 - バイクル株式会社・bycle（バイクル）P3、C5、B1[20]、ヤマハ・E-Vino[21]、アクセス・ラングL／スウィーツL／スニーク77シリーズ／スウィーツNシリーズ
- 2016年 - バイクル株式会社・bycle（バイクル）L6[20]
- 2020年 - ホンダ・ベンリィe:シリーズ（ベンリィe:I、ベンリィe:Ⅱ）

このほかにも日本国外製の車種が輸入販売されている。
一時、一部車種のみだが通商産業省およびその外郭団体である一般社団法人次世代自動車振興センターから補助金を受け取ることができた。
白バイとしての採用例もあり、2020年2月には警視庁が、主にマラソン・駅伝等の陸上競技の先導用としてBMW C Evolutionを導入した。

### 台湾
台湾の運転免許制度では、最高出力1.34HP未満を小型軽型機器脚踏車、1.34HP以上5HP未満を普通軽型機器脚踏車、5HP以上40HP未満を普通重型機器脚踏車、40HP以上を大型重型機器脚踏車としており、出力によって運転できる車両が規定され、対応する駕駛執照が必要となる。小型軽型機器脚踏車の場合は車両構造により出力の他に最高速度が45km/hとされている。

### 中国
中華人民共和国の都市によってはガソリンエンジンのオートバイの進入が規制されているのに対し、足こぎペダルで走行することもできる電動車両（電動自転車）ならば原動機付の車両として扱われずに規制を受けないことから、スクーター型を含む電動自転車の普及が促進された。町中のあちこちに充電設備があり、大抵は1人民元(2019年で15円前後)で充電が出来るため、買い物の間などに安価に充電が可能である。
2020年には上海市だけでも800万台が普及しているが、一方で充電中に発火するなど安全性には課題が残されている。2020年には上海市だけでも380件を超える火災事故が起き、20人が死亡している。発火事件が相次いだことから、政府は屋内での充電を禁止している。

### 欧州
EUの運転免許制度では、Aクラスが出力に関わらず運転可能であり、A2クラス（2013年1月19日から）は出力35kWまで、A1クラスでは出力11kWまで運転可能である。なおAMクラス（モペッド相当）は車両構造により最高速度が45km/hとされているため出力に関する規定は無い。